# محمد اسماعیل (سیاستمدار افغانستانی)
محمد اسماعیل (زاده ۱۳۳۳ ولسوالی منگجک ولایت جوزجان) سیاستمدار افغانستان و نماینده مردم ولایت جوزجان در دوره شانزدهم مجلس نمایندگان است. وی در مجلس شانزدهم نمایندگان افغانستان عضو کمیسیون امور دفاعی و تمامیت ارضی می‌باشد.

## زندگی‌نامه
محمد اسماعیل زاده ۱۳۳۳ از ولسوالی منگجک ولایت جوزجان می‌باشد. ایشان تحصیلات ابتدایی خود را تا صنف ۹ در پاکستان ادامه داد و بیشتر در عرصه تجارت مشغول به فعالیت بوده‌است. وی همچنین در زمان جنگ عضو حزب حرکت انقلاب اسلامی نیز بوده‌است.

## دیگر فعالیت‌ها
دیگر فعالیت‌های ایشان:
- فعالیت تجاری.
- معاون شرکت تجارتی اقچه.
- عضو لویه جرگه قانون اساسی.